# Paul du Rieu (1859-1901)
Ir. Paul du Rieu (Amsterdam, 17 januari 1859 – Den Haag, 14 juni 1901) was een Nederlands architect.

## Leven en werk
Du Rieu volgde een opleiding aan de Polytechnische School te Delft, de huidige Technische Universiteit, in Delft. Hij kreeg daar een traditionele opleiding, maar vond al snel zijn eigen weg, die van de schoolse richting afweek. Hij ontwierp verschillende villa's en woonhuizen in Den Haag en was een van de architecten die de tent in het Haagse Bos bouwden. Hij was de ontwerper van het bebouwingsplan van Duinoord en ook de eerste directeur van die onderneming. Zijn belangrijkste werk was de Nutsspaarbank in Den Haag. Zijn laatste werk, het gebouw van Pulchri Studio, werd vlak na zijn dood voltooid. Ook buiten Den Haag verrees werk van zijn hand, onder andere de kasteelachtige Villa De Rijp, waar de olie-pionier Adriaan Stoop woonde.
Hij was lid en voorzitter van tal van besturen en commissies en werkte mee aan het Rapport van Bouwkundige Ingenieurs aan de Polytechnische School. In 1891 richtte hij met Théophile de Bock en anderen de Haagsche Kunstkring op. Ook zat hij vaak in feestcommissies. De feestavond ter gelegenheid van het 50-jarig jubileum in 1892 van de Maatschappij tot Bevordering der Bouwkunst werd mede door hem georganiseerd. Ook was hij voorzitter van de Afdeling 's-Gravenhage van de MBB. In 1895 kreeg hij echter onenigheid met een aantal leden, wat uiteindelijk leidde tot afsplitsing en de oprichting van het Bouwkundig Genootschap. Verder was Du Rieu lid van Pulchri Studio en Arti et Industriae.
Hij overleed op 42-jarige leeftijd na een jarenlange ziekte en werd op 18 juni 1901 begraven op begraafplaats Oud Eik en Duinen in het bijzijn van de besturen van Pulchri Studio, de Haagsche Kunstkring, het Bouwkundig en andere genootschappen, en vele schilders, beeldhouwers en musici.